# Atalanta Bergamasca Calcio 1964-1965
Questa pagina raccoglie i dati riguardanti l'Atalanta Bergamasca Calcio nelle competizioni ufficiali della stagione 1964-1965.

## Stagione
Nella stagione 1964-1965 l'Atalanta disputa il campionato di Serie A, con 30 punti in classifica si piazza in undicesima posizione, lo scudetto è stato vinto dall'Inter con 54 punti davanti al Milan con 51 punti. Scendono in Serie B il Genoa con 28 punti, il Messina con 22 punti ed il Mantova con 21 punti.
Alcuni mesi dopo la scomparsa del presidente Daniele Turani, l'incarico di presidente è passato nelle mani di Attilio Vicentini, mentre il nuovo allenatore nerazzurro è Ferruccio Valcareggi, che nel 1970 avrebbe guidato la Nazionale ai Mondiali in Messico. L'Atalanta centra la salvezza in campionato con un turno di anticipo, facendo registrare il peggior attacco del torneo (appena 19 le reti segnate, 7 delle quali da Bruno Petroni). In Coppa Italia i nerazzurri superano i primi due turni con la Triestina ed il Modena, per poi cedere al terzo turno al Cagliari.

## Organigramma societario
Area direttiva
- Presidente: Attilio Vicentini

Area tecnica
- Allenatore: Ferruccio Valcareggi

## Rosa
| N. |                   | Ruolo | Calciatore            |
| -- | ----------------- | ----- | --------------------- |
|    | Italia (bandiera) | P     | Zaccaria Cometti      |
|    | Italia (bandiera) | P     | Pier Luigi Pizzaballa |
|    | Italia (bandiera) | D     | Angelo Anquilletti    |
|    | Italia (bandiera) | D     | Piero Gardoni         |
|    | Italia (bandiera) | D     | Franco Nodari         |
|    | Italia (bandiera) | D     | Alfredo Pesenti       |
|    | Italia (bandiera) | D     | Luigi Pesenti         |
|    | Italia (bandiera) | C     | Bruno Bolchi          |
|    | Italia (bandiera) | C     | Vittorio Carioli      |

| N. |                    | Ruolo | Calciatore          |
| -- | ------------------ | ----- | ------------------- |
|    | Italia (bandiera)  | C     | Umberto Colombo     |
|    | Italia (bandiera)  | C     | Graziano Landoni    |
|    | Italia (bandiera)  | C     | Luigi Milan         |
|    | Italia (bandiera)  | C     | Giorgio Veneri      |
|    | Brasile (bandiera) | A     | José Battaglia      |
|    | Italia (bandiera)  | A     | Luciano Magistrelli |
|    | Italia (bandiera)  | A     | Mario Mereghetti    |
|    | Italia (bandiera)  | A     | Enrico Nova         |
|    | Italia (bandiera)  | A     | Bruno Petroni       |

## Risultati

### Serie A

#### Girone di andata
| Arbitro: | Angonese (Mestre) |

|                         |           |  |
| Mereghetti 26’ Nova 50’ | Marcatori |  |

| Arbitro: | De Marchi (Pordenone) |

|             |           |  |
| Petroni 53’ | Marcatori |  |

| Arbitro: | Roversi (Bologna) |

|             |           |                 |
| Ferrini 60’ | Marcatori | 70’ Luigi Milan |

| Arbitro: | Francescon (Padova) |

|              |           |            |
| Lazzotti 16’ | Marcatori | 3’ Petroni |

| Bergamo 11 ottobre 1964 5ª giornata | Atalanta         | 0 – 0 | Juventus | Stadio Comunale\| Arbitro: \| Sbardella (Roma) \| |
| Arbitro:                            | Sbardella (Roma) |       |          |                                                   |

| Arbitro: | Bernardis (Trieste) |

|            |           |  |
| Hamrin 64’ | Marcatori |  |

| Arbitro: | Lo Bello (Siracusa) |

|                           |           |  |
| Ferrario 42’ Amarildo 82’ | Marcatori |  |

| Bergamo 8 novembre 1964 8ª giornata | Atalanta            | 0 – 0 | Varese | Stadio Comunale\| Arbitro: \| Francescon (Padova) \| |
| Arbitro:                            | Francescon (Padova) |       |        |                                                      |

| Arbitro: | Rancher (Roma) |

|  |           |                 |
|  | Marcatori | 56’ Magistrelli |

| Bergamo 22 novembre 1964 10ª giornata | Atalanta          | 0 – 0 | Catania | Stadio Comunale\| Arbitro: \| Roversi (Bologna) \| |
| Arbitro:                              | Roversi (Bologna) |       |         |                                                    |

| Arbitro: | Genel (Trieste) |

|  |           |            |
|  | Marcatori | 23’ Rosati |

| Genova 13 dicembre 1964 12ª giornata | Genoa            | 0 – 0 | Atalanta | Stadio Luigi Ferraris\| Arbitro: \| Politano (Cuneo) \| |
| Arbitro:                             | Politano (Cuneo) |       |          |                                                         |

| Arbitro: | Cirone (Palermo) |

|                      |           |  |
| Carantini 73’ (aut.) | Marcatori |  |

| Arbitro: | Roversi (Bologna) |

|                         |           |  |
| Ciccolo 54’, 79’ (rig.) | Marcatori |  |

| Arbitro: | D'Agostini (Roma) |

|            |           |  |
| Mazzola 8’ | Marcatori |  |

| Arbitro: | De Marchi (Pordenone) |

|            |           |           |
| Bolchi 26’ | Marcatori | 27’ Galli |

| Arbitro: | Francescon (Padova) |

|              |           |  |
| Da Silva 53’ | Marcatori |  |

#### Girone di ritorno
| Arbitro: | Genel (Trieste) |

|             |           |                   |
| Nielsen 75’ | Marcatori | 85’ Bruno Petroni |

| Roma 31 gennaio 1965 19ª giornata | Roma              | 0 – 0 | Atalanta | Stadio Olimpico\| Arbitro: \| Righetti (Torino) \| |
| Arbitro:                          | Righetti (Torino) |       |          |                                                    |

| Bergamo 7 febbraio 1965 20ª giornata | Atalanta                     | 0 – 0 | Torino | Stadio Comunale\| Arbitro: \| De Robbio (Torre Annunziata) \| |
| Arbitro:                             | De Robbio (Torre Annunziata) |       |        |                                                               |

| Arbitro: | Sbardella (Roma) |

|            |           |  |
| Bolchi 63’ | Marcatori |  |

| Torino 21 febbraio 1965 22ª giornata | Juventus            | 0 – 0 | Atalanta | Stadio Comunale\| Arbitro: \| Bernardis (Trieste) \| |
| Arbitro:                             | Bernardis (Trieste) |       |          |                                                      |

| Arbitro: | Sebastio (Taranto) |

|                             |           |             |
| Petroni 35’ Magistrelli 56’ | Marcatori | 90’ Morrone |

| Arbitro: | Feancescon (Padova) |

|             |           |              |
| Petroni 43’ | Marcatori | 65’ Altafini |

| Varese 21 marzo 1965 25ª giornata | Varese            | 0 – 0 | Atalanta | Stadio Franco Ossola\| Arbitro: \| Roversi (Bologna) \| |
| Arbitro:                          | Roversi (Bologna) |       |          |                                                         |

| Arbitro: | Politano (Cuneo) |

|  |           |         |
|  | Marcatori | 7’ Riva |

| Arbitro: | Barolo (Bassano del Grappa) |

|                                       |           |            |
| Biagini 1’ Facchin 7’ Danova 73’, 83’ | Marcatori | 23’ Veneri |

| Arbitro: | Di Tonno (Lecce) |

|           |           |  |
| Gioia 76’ | Marcatori |  |

| Arbitro: | De Marchi (Pordenone) |

|  |           |                       |
|  | Marcatori | 71’ Vanara 73’ Zigoni |

| Arbitro: | De Robbio (Torre Annunziata) |

|                         |           |                             |
| Campana 25’ Vinicio 31’ | Marcatori | 20’ Magistrelli 43’ Petroni |

| Arbitro: | Angonese (Mestre) |

|                         |           |             |
| Petroni 39’ Landoni 62’ | Marcatori | 57’ Ciccolo |

| Arbitro: | D'Agostini (Roma) |

|          |           |                                          |
| Nova 60’ | Marcatori | 32’ Facchetti 34’ Domenghini 81’ Mazzola |

| Roma 30 maggio 1965 33ª giornata | Lazio               | 0 – 0 | Atalanta | Stadio Olimpico\| Arbitro: \| Lo Bello (Siracusa) \| |
| Arbitro:                         | Lo Bello (Siracusa) |       |          |                                                      |

| Bergamo 6 giugno 1965 34ª giornata | Atalanta          | 0 – 0 | Sampdoria | Stadio Comunale\| Arbitro: \| Varazzani (Parma) \| |
| Arbitro:                           | Varazzani (Parma) |       |           |                                                    |

### Coppa Italia
| Arbitro: | Marchiori (Padova) |

|             |           |                                  |
| Novelli 80’ | Marcatori | 30’, 50’ Petroni 90’ Magistrelli |

| Arbitro: | Barolo (Bassano del Grappa) |

|                    |                      |             |
| Longoni 68’ (rig.) | Marcatori            | 59’ Petroni |
|                    | Tiri di rigore 4 – 5 |             |

| Arbitro: | Varazzani (Parma) |

|                                                 |           |  |
| Cappellaro 2’, 82’ Rizzo 23’, 71’ Mazzucchi 75’ | Marcatori |  |

## Statistiche

### Statistiche di squadra
| Competizione | Punti | In casa | In casa | In casa | In casa | In casa | In casa | In trasferta | In trasferta | In trasferta | In trasferta | In trasferta | In trasferta | Totale | Totale | Totale | Totale | Totale | Totale | DR |
| Competizione | Punti | G       | V       | N       | P       | Gf      | Gs      | G            | V            | N            | P            | Gf           | Gs           | G      | V      | N      | P      | Gf     | Gs     | DR |
| ------------ | ----- | ------- | ------- | ------- | ------- | ------- | ------- | ------------ | ------------ | ------------ | ------------ | ------------ | ------------ | ------ | ------ | ------ | ------ | ------ | ------ | -- |
| Serie A      | 30    | 17      | 6       | 7       | 4       | 12      | 11      | 17           | 1            | 9            | 7            | 7            | 17           | 34     | 7      | 16     | 11     | 19     | 28     | -9 |
| Coppa Italia |       | 0       | 0       | 0       | 0       | 0       | 0       | 3            | 1            | 1            | 1            | 4            | 7            | 3      | 1      | 1      | 1      | 4      | 7      | -3 |

### Statistiche dei giocatori
A completamento dei dati va aggiunto un autogol a favore dei bergamaschi.
| Giocatore      | Serie A  | Serie A | Coppa Italia | Coppa Italia | Totale   | Totale |
| Giocatore      | Presenze | Reti    | Presenze     | Reti         | Presenze | Reti   |
| -------------- | -------- | ------- | ------------ | ------------ | -------- | ------ |
| A. Anquilletti | 16       | 0       | 2            | 0            | 18       | 0      |
| J. Battaglia   | 6        | 0       | 0            | 0            | 6        | 0      |
| B. Bolchi      | 25       | 2       | 1            | 0            | 26       | 2      |
| V. Carioli     | 3        | 0       | 1            | 0            | 4        | 0      |
| U. Colombo     | 33       | 0       | 2            | 0            | 35       | 0      |
| Z. Cometti     | 0        | 0       | 2            | 0            | 2        | 0      |
| P. Gardoni     | 33       | 0       | 3            | 0            | 36       | 0      |
| G. Landoni     | 25       | 1       | 1            | 0            | 26       | 1      |
| L. Magistrelli | 24       | 3       | 3            | 1            | 27       | 4      |
| M. Mereghetti  | 29       | 1       | 3            | 0            | 32       | 1      |
| L. Milan       | 19       | 1       | 3            | 0            | 22       | 1      |
| F. Nodari      | 33       | 0       | 3            | 0            | 36       | 0      |
| E. Nova        | 28       | 2       | 1            | 0            | 29       | 2      |
| A. Pesenti     | 34       | 0       | 3            | 0            | 37       | 0      |
| L. Pesenti     | 1        | 0       | 0            | 0            | 1        | 0      |
| B. Petroni     | 26       | 7       | 3            | 3            | 29       | 10     |
| L. Pizzaballa  | 34       | 0       | 1            | 0            | 35       | 0      |
| G. Veneri      | 5        | 1       | 1            | 0            | 6        | 1      |